# Last Year's Savage
Albums de Shilpa Ray
Make Up
(17 février 2015) Door Girl
(22 septembre 2017)
Last Year's Savage est le premier album solo de la musicienne et interprète américano-indienne Shilpa Ray, sorti en 2015.

## Historique
Shilpa Ray fonde en 2006, la formation rock et blues-punk Shilpa Ray and Her Happy Hookers, entourée des musiciens new-yorkais Nick Hundley, Greg Lewis, John Adamski, Andrew Hoepfner, Andrew Bailey et Jonathan Lam. Un premier album A Fish Hook An Open Eye voit le jour sur le label O-Gun Records, en 2009. Le groupe se sépare en 2011.
En 2013, la musicienne enregistre un premier projet solo It's All Self-Fellatio, composé des titres Mother Is A Misanthrope, I Is What I Is, Posted By Anonymous et Lessons From Lorena chez Bad Seed Ltd.
Shilpa Ray intègre le label Nothern Spy Records en 2015, sur lequel elle édite un second EP intitulé Make Up. Le disque comprend un titre hommage au musicien américain Lou Reed, ainsi qu'une reprise de What A Diff’rence A Day Makes, morceau emblématique de la chanteuse américaine Dinah Washington.
La même année, elle s'entoure de l'ingénieur du son et producteur Mark Ospovat et enregistre aux studios Emandee de Brooklyn, son premier album nommé Last Year’s Savage. La musicienne écrit et compose l'ensemble des titres, accompagnée de son instrument de prédilection l’harmonium,.

## Rock engagé et tradition hindoue
Burning Bride, premier extrait de Last Year’s Savage, traite de la tradition hindoue maintenant interdite de brûler des veuves vivantes afin de démontrer les engagements et les dévotions des femmes envers leurs maris et leurs dieux. Les prêtres avaient établi cette pratique culturelle pour pouvoir bénéficier personnellement de la richesse et de la propriété du défunt. Pour Burning Bride, Shilpa Ray utilise cette pratique désuète comme une allégorie envers les gens d'aujourd'hui qui continuent d'être sacrifiés à des fins financières. 
Édité et tourné en Slovénie, le vidéoclip réalisé par Soojin Chang et Joseph Pancucci Simpson, retrace l'histoire d'amour d'un couple à l'envers, en commençant par leur fin le long d'une voie ferrée. Dans le film, le personnage principal, également présent sur la pochette de l'album, porte une tête de singe, réalisée par Elisabetta Pancucci.

## Titres
1. Burning Bride - 4 min 59 s
2. Pop Song for Euthanasia - 4 min 26 s
3. Shilpa Ray on Broadway - 2 min 38 s
4. Johnny Thunders Fantasy Space Camp - 2 min 30 s
5. Oh My Northern Soul - 3 min 38 s
6. Nocturnal Emissions - 5 min 37 s
7. Colonel Mustard in the Billiards Room With Sheets of Acid - 5 min 12 s
8. Sanitary iPad - 4 min 24 s
9. Moksha - 3 min 01 s
10. Pipe Dreams Ponzi Schemes - 3 min 34 s
11. Hymn - 4 min 55 s